# 今野達朗
今野 達朗（こんの たつろう、1986年11月28日 - ）は、日本の元ラグビー選手。現在ジャパンラグビーリーグワンクボタスピアーズ船橋・東京ベイのアシスタントコーチを務めている。

## プロフィール
- 茨城県出身。
- ポジションはロック(LO)。
- 身長 190 cm、体重 105 kg
- ニックネームはコンノ、たっちゃん。
- 7人制日本代表に選ばれたことがある[1]。

## 略歴
ラグビーを始めたきっかけは高校で先輩に「見学だけでも来て欲しい」と頼まれて行ったことから。
2005年、茗溪学園高校卒業後、筑波大学に入る。なお茗溪学園高校時代、第28回全国高校東西対抗試合の参加メンバーに選出された。
大学時代は「ロングレッグマン」、「こたつ」、「カリスマ」など様々なあだ名を持ち、周りから愛された。
2009年、筑波大学卒業後、クボタスピアーズに加入。同年9月5日に行われたジャパンラグビートップリーグ第1節のNECグリーンロケッツ戦にて先発出場で公式戦初出場を果たす。
2011年、クボタスピアーズの主将に就任した。
2014年、クボタスピアーズのFWリーダーに就任した。
2021年、現役を引退してクボタスピアーズ船橋・東京ベイのアシスタントコーチに就任。